# Vertellus
Vertellus Specialties ist ein US-amerikanisches Chemieunternehmen, das nach eigenen Angaben der weltweit führende Hersteller von Pyridin und Picolinen ist. Im Mai 2016 meldete das Unternehmen Gläubigerschutz nach amerikanischem Insolvenzrecht (Chapter 11) an.
Vertellus stellt außerdem Niacin (Vitamin B3), DEET, Sulfone, EMA-Copolymere, Alkenyl-Bernsteinsäureanhydrid, Rizinusöl-Derivaten, Cetylpyridiniumchlorid, Natriumborhydrid und Trimethylborat her.
Das Unternehmen entstand 2006 durch Fusion von Reilly Industries und Rutherford Chemicals. Im Dezember 2007 erwarb die Private-Equity-Gesellschaft Wind Point Partners Vertellus. 2014 wurde die Pentagon Chemicals Company aus Großbritannien und 2015 das Natriumborhydrid-Geschäft von Dow Chemical übernommen.

## Standorte
Quelle:
- Indianapolis, Indiana
- Bayonne, New Jersey
- Delaware Water Gap, Pennsylvania
- Greensboro, North Carolina
- Linz, Österreich (seit 2021)[8]
- Parsippany, New Jersey
- Ledgewood, New Jersey
- Zeeland, Michigan
- Elma, Washington